# Calouste Gulbenkian

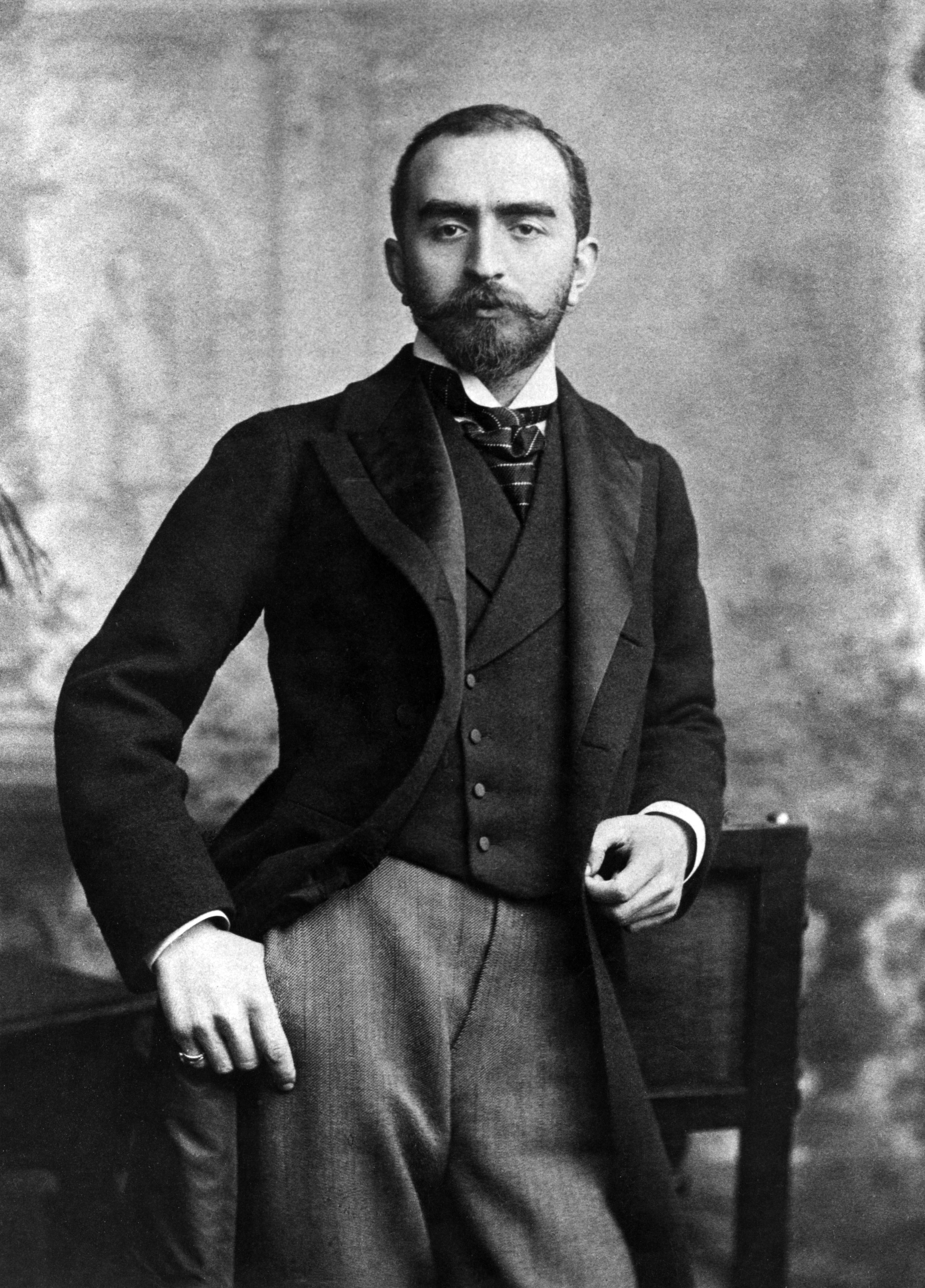
Calouste Gulbenkian voor 1900

Calouste Sarkis Gulbenkian (Armeens: Գալուստ Սարգիս Կիւլպէնկեան) (Scutari, 29 maart 1869 - Lissabon, 20 juli 1955) was een Brits zakenman en filantroop van Armeense afkomst. De Calouste Gulbenkian Stichting (Fundação Calouste Gulbenkian) is zijn belangrijkste erfenis.
Gulbenkian werd geboren in Scutari (nu Üsküdar, tegenwoordig deel van Istanboel) in het Ottomaanse Rijk. Hij studeerde aan het King's College in Londen. Na zijn studie was hij betrokken bij de oprichting van Shell. In 1902 werd hij genaturaliseerd tot Brits onderdaan. Gulbenkian vergaarde een enorm fortuin, onder meer dankzij de aandelen in oliemaatschappijen die hij hielp oprichten ('Mr. Five Percent'). 

## Kunstverzamelaar
Gulbenkian bracht een vermaarde kunstverzameling bijeen die aanvankelijk was ondergebracht in een privémuseum in zijn huis in Parijs. Toen Duitsland in 1940 Frankrijk bezette, vluchtte hij met de Franse regering mee naar Vichy. In 1942 week hij uit naar Portugal. Tot zijn dood leefde hij in het oude Aviz Hotel in Lissabon. Na zijn dood werd met zijn fortuin de charitatieve en culturele organisatie Fundação Calouste Gulbenkian opgericht. Zijn kunstcollectie is te zien in het Museu Calouste Gulbenkian in Lissabon en bevat onder meer een aanzienlijke verzameling sieraden van de hand van René Lalique.